# هیدروفلومتیازید
هیدروفلومتیازید (انگلیسی: Hydroflumethiazide) یک داروی ادرار آور است.